# Partito Croato dei Diritti di Bosnia ed Erzegovina
Il Partito Croato dei Diritti di Bosnia ed Erzegovina (in croato Hrvatska Stranka Prava Bosne i Hercegovine - HSP BIH) è un partito politico della Bosnia ed Erzegovina di orientamento neofascista e nazionalista fondato nel 1991.
La sua storia si intreccia con un soggetto politico affine, il «Partito Croato dei Diritti di Bosnia ed Erzegovina Đapić - dr. Jurišić» (Hrvatska stranka prava BiH Đapić - dr. Jurišić), fondato nel 2004; quest'ultimo, in seguito allo scioglimento del partito originario, avvenuto nel 2010, ne assunse il nome.

## Risultati elettorali
| Elezione          | Voti   | %    | Seggi   |
| ----------------- | ------ | ---- | ------- |
| Parlamentari 1996 | 16.344 |      | 2 / 140 |
| Parlamentari 1998 | 10.120 |      | 2 / 140 |
| Parlamentari 2000 | N.D.   | N.D. | N.D.    |
| Parlamentari 2002 | 4.401  |      | 1 / 98  |
| Parlamentari 2006 | 24.415 | 1,73 | 1 / 98  |
| Parlamentari 2010 | 50.046 |      | 2 / 98  |
| Parlamentari 2014 | 5.475  |      | 0 / 98  |
| Parlamentari 2018 | 23.568 |      | 0 / 98  |
| 1. 2.             |        |      |         |